# Petroleumstel

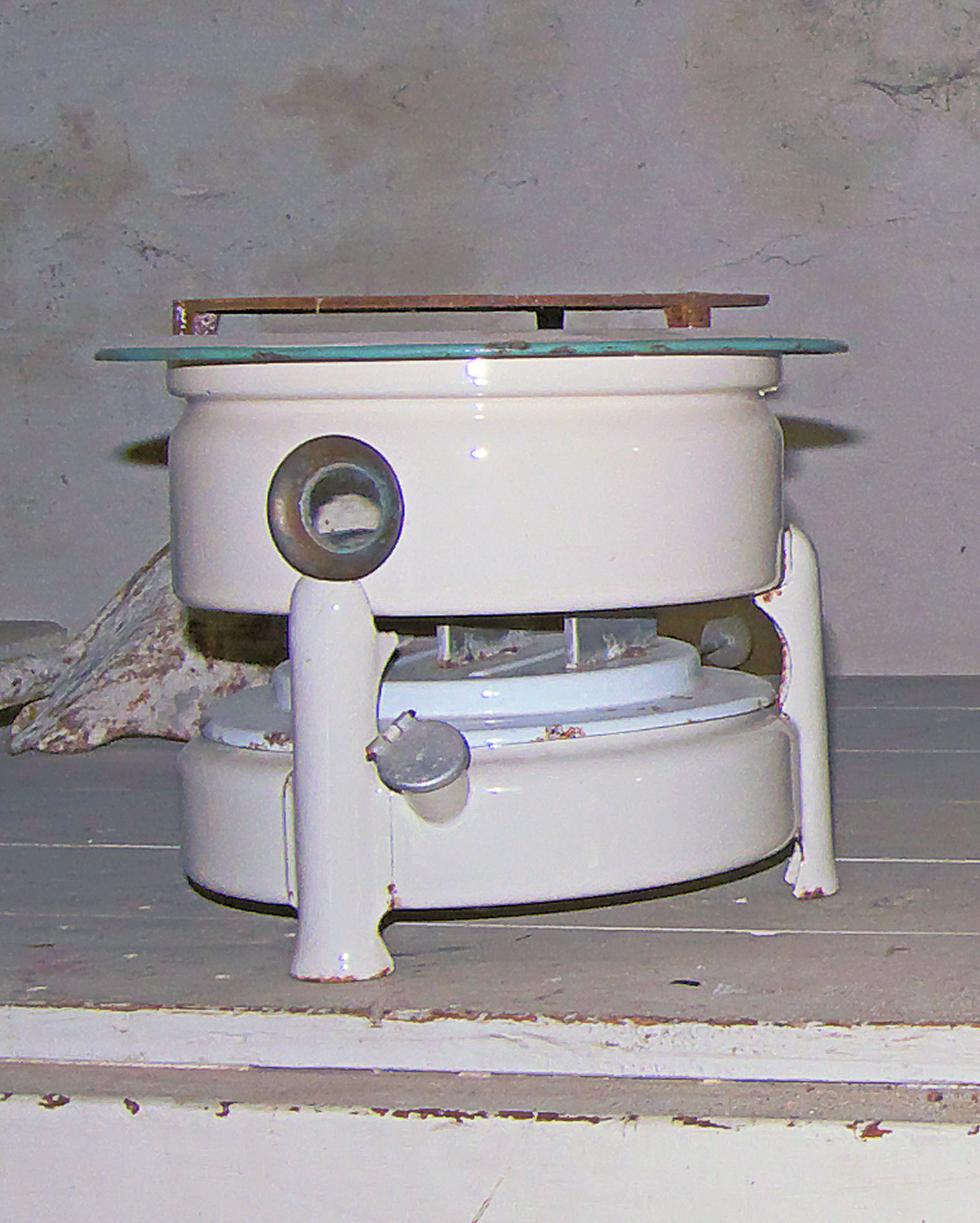
Petroleumstel met drie kousjes

Een petroleumstel of oliestel (in spreektaal ook wel peteroliestel) is een kooktoestel dat als brandstof petroleum gebruikt. Met de komst van stadsgas, butagas en later aardgas is deze wijze van koken praktisch geheel verdwenen.
Het toestel bestaat uit een geëmailleerd reservoir voor de petroleum, waarin één of meer pitten hangen. Een pit is een ongeveer 7 cm brede katoenen band die de brandstof opzuigt. Het reservoir is afgedekt met een geëmailleerde plaat (de pithouder), die is uitgevoerd met één of meer schoorsteenvormige, vaak 7 cm lange gleuven, waar de pitten doorheen gaan en die met de tevens daarin geplaatste draai-inrichtingen in hoogte versteld kunnen worden. Boven op het reservoir is een geëmailleerd opzetstuk (de kelk) geplaatst. Daarbovenop is een rooster of treef geplaatst waarop de pan of ketel kan worden gezet. In de voorkant van de kelk zit een met glas afgedekt kijkgat, waardoor de hoogte van de vlam gecontroleerd kan worden. De pit kan omhoog gedraaid worden waardoor de vlam hoger gaat branden en er meer warmte afgegeven wordt. Als hij echter te hoog staat gaat de vlam walmen: roet voortbrengen. Voor het doven van de vlam wordt de pit zover naar beneden gedraaid tot de vlam uitdooft.
Een petroleumstel is bij uitstek geschikt voor het laten sudderen van onder andere stoofvlees en stoofperen.
airfryer
· barbecue 
· eierkoker
· fonduepan
· fornuis
· frituurpan 
· gascomfort 
· gourmetstel 
· kolenfornuis
· kookplaat 
· magnetron 
· multicooker
· oven 
· petroleumstel
· primus
· rijstkoker
· steengrill
· stoomkoker